# 密蘇里鎮區 (密蘇里州布恩縣)
密蘇里鎮區（英語：Missouri Township）是位於美國密蘇里州布恩縣的一個行政鎮區。

## 地方資料
密蘇里鎮區的面積為101.77平方千米，當中陸地面積為101.17平方千米，而水域面積為0.59平方千米。根據2020年美國人口普查的數據，當地共有人口60477人，而人口密度為每平方千米594.25人。